# Eero Raittinen
Eero Nikodemus Raittinen (6 de octubre de 1944-16 de julio de 2025) fue un cantante y baterista finlandés de pop, rock y blues. Desde 1960, actuó en diversas bandas, inicialmente junto a su hermano mayor Jussi Raittinen, aunque desarrolló principalmente una carrera en solitario durante más de sesenta años.
Entre sus grabaciones más conocidas se encuentran versiones en finlandés de Mälarö kyrka (1968), original en sueco, y Che sarà (1971), de origen italiano. Raittinen figura como artista principal en 17 álbumes, incluidos varios para sellos importantes como RCA Records y Epic Records. Participó en la selección finlandesa para el Festival de Eurovisión 1974, pero no logró llegar a la final.
En 2019,  sufrió un accidente cerebrovascular. Su biografía autorizada, Mies matkallaan: Eero Raittinen, se publicó en 2020. El 8 de marzo de 2025 fue sometido a una amputación parcial de pierna. Su fallecimiento, a los 80 años de edad, se anunció el 16 de julio de 2025.